# Diffusione elettrica
Il fenomeno della diffusione elettrica ha luogo, in un semiconduttore, a causa di un gradiente di concentrazione dei portatori di carica. Consiste in un moto di cariche che si spostano da una regione dove sono in eccesso verso zone a minore densità di concentrazione, indipendentemente dall'eventuale presenza di campi elettrici.
Questo moto di cariche si traduce in una corrente, chiamata corrente di diffusione, che ha la stessa direzione del gradiente di concentrazione dei portatori di carica, ma verso opposto poiché, in generale, è un fenomeno atto a ristabilire lo stato di equilibrio del materiale.
La presenza di un gradiente di concentrazione dei portatori di carica in un semiconduttore può essere originata da molteplici cause, tra le quali: una concentrazione non uniforme di atomi droganti, l'esposizione del materiale ad un fascio di fotoni, l'iniezione costante di portatori di carica dovuta al contatto tra due cristalli che presentano diverse tipologie di drogaggio, come in una giunzione p-n.